# Wspólnota administracyjna Remda
Wspólnota administracyjna Remda (niem. Verwaltungsgemeinschaft Remda) – dawna wspólnota administracyjna w Niemczech, w kraju związkowym Turyngia, w powiecie Saalfeld-Rudolstadt. Siedziba wspólnoty znajdowała się w mieście Remda. Powstała 24 kwietnia 1991.
Wspólnota administracyjna zrzeszała sześć gmin, w tym jedną gminę miejską (Stadt) oraz pięć gmin wiejskich (Gemeinde):
1. Breitenheerda
2. Eschdorf
3. Heilsberg
4. Lichstedt
5. Remda, miasto
6. Sundremda

1 stycznia 1997 wspólnota została rozwiązana. Miasto Remda oraz gminy Breitenheerda, Eschdorf, Heilsberg i Sundremda zostały przyłączone do nowo powstałego miasta Remda-Teichel. Gmina Lichstedt została przyłączona do miasta Rudolstadt i tym samym stała się jego dzielnicą.